# بيريك كروس
بيريك كروس (بالفرنسية: Pierrick Cros) هو لاعب كرة قدم فرنسي في مركز الدفاع، ولد في 17 مارس 1992 في مونتبريزون ، لوار في فرنسا. لعب مع نادي النجم الأحمر ونادي سانت إتيان.

## وصلات خارجية
- بيريك كروس على موقع قاعدة بيانات كرة القدم.إي يو (الإنجليزية)
- بيريك كروس على موقع ليكيب (الفرنسية)
- بيريك كروس على موقع Soccerway.com (الإنجليزية)
- بيريك كروس على موقع عالم كرة القدم.نت (الإنجليزية)
- بيريك كروس على موقع GSA (الإنجليزية)